# 中環 (選區)
中環（英語：Chung Wan，代號A01）曾是香港中西區區議會下轄的選區，1982年設立，1994年定為單議席選區，議席自2021年起懸空至2023年取消，懸空前的區議員為前民主黨成員、前香港島立法會議員許智峯。
惟許氏因在擔任立法會議員以及在反對逃犯條例修訂草案運動期間涉及多宗衝突而共被控九項罪名，於2020年12月3日宣佈流亡海外。其後民政事務局宣佈暫停許氏自宣佈流亡海外起的區議員薪津，2021年5月政府刊憲該議席懸空，2023年選區隨著區議會選舉改革被撤銷。

## 軼聞
中環選區自成立以來一直由泛民主派人士奪得議席，因此本區具有象徵意義。
鑑於2014年9月28日凌晨戴耀廷在本選區內金鐘添美道宣佈佔領中環正式啟動，打破以夾實佔中聞名的民主派人士快必聲言，以裸跑打賭估計佔領中環未必實行，結果引起佔領中環支持者要求快必找數，履行裸跑諾言，快必一方則指佔中並非在中環商業區進行，加上戴氏實行方法與原計劃不乎(佔據中環商業區癱瘓香港商業運作以引起世界關注，而非阻止政府運作)，使裸跑打賭不了了之。

## 範圍及名稱
取消時選區包括中環（包括金鐘）、沿急庇利街及樓梯街以東之上環地區，南至荷李活道，居民集中在皇后大道中至荷李活道之間，亦包括中西區的四個港鐵車站（上環站、中環站、香港站及金鐘站）。與其接壤的選區有半山東、山頂、上環、東華以及灣仔區議會的大佛口選區。
選區設有兩個投票站，位於中環中心的H6 Conet以及香港公園香港視覺藝術中心。選區英文名稱為「Chung Wan」而非常用的「Central」，2014年選舉管理委員會表示，此名稱已經自1994年一直沿用，避免和整個「中區」混淆，故不宜更改。

## 沿革
1982年區議會選舉，當時選民人數估算約7,035人，議席由無黨派的香港社會工作者總工會社工周偉強、陳建磐和香港公民協會周炳榮爭奪，最終周偉強以1,022票勝出。
1985年區議會選舉，中環定為雙議席選區，約有8,584名選民，周偉強代表港人協會出選，同樣參選的有太平山學會成員韋家祥，在無其他候選人競爭下，兩人自動當選。其後周偉強當選市政局議員，按當時規定成為當然區議員而讓出民選區議員席位，因此舉行補選填補空缺，由獨立候選人阮品強無競爭對手下自動當選。
1988年區議會選舉，選民人數為8,652人，阮品強代表民協出選，韋家祥則爭取連任，另一位候選人是勵進會的謝黃小燕，最終阮韋二人分別獲得1,046票和1,002票當選。
1991年區議會選舉，估算選民有7,905人，阮品強代表港同盟與黨友鄭麗琼一同出選，對手是自民聯兼香港公民協會成員支韻韻，最終支韻韻取得1,438票與取得1,008票的阮品強勝出。
1994年區議會選舉，時任港督彭定康提出政改方案改革區議會，取消所有委任議席，改行單議席單票制，大幅增加區議會選區數目，中環選區分拆出半山東選區後，改為單議席選區，選民約有6,373人，阮品強由港同盟匯點聯合提名出選，對手是屬街坊派候選人的區艷龍，最終阮以1,017票擊敗對手，選後港同盟匯點合併成立民主黨，阮亦為創黨成員。當時民主黨在中西區區議會取得過半議席，阮品強因而被推舉成為中西區區議會主席至1997年香港主權移交時。然而由於首任特首董健華成立臨時區議會時恢復委任區議員，使建制派過半，阮品強未能連任區議會主席。
1999年區議會選舉，選區人口估算約17,902人，其中有6,370位選民，投票站設於皇后大道郵政局和香港公園室內運動場，點票站則與所有中西區選區一樣是香港公園室內運動場。議席由民主建港聯盟成員李萬權和民主黨成員阮品強爭奪，最終阮以1,179票勝出。
2003年區議會選舉，估算人口有15,968人，其中有5,699位選民，尋求連任的阮品強遇上民建聯李偉強挑戰，競選期間阮品強曾被指前往雲南尋歡，但本人否認，最終阮仍然以1,481票擊敗對手成功連任。
2007年區議會選舉，人口估算約16,090人，其中有5,811位選民，是次聖公會基恩小學取代皇后大道郵政局成為其中一個投票站。阮品強爭取連任，再度與民建聯李偉強對壘，最終阮以1,107票擊敗李。
2011年區議會選舉，選區約有18,529人，其中有5,217位選民，投票站改設於中環中心內的專業聯合中心和香港視覺藝術中心，但選舉事務處的安排被指混亂，當中視覺藝術中心就是與山頂的投票站（香港公園體育館）互相替代。時任區議員阮品強表示不再尋求連任，民主黨改派當時年僅29歲的許智峯上陣，其餘候選人分別是得到香港島各界聯合會支持報稱獨立的衛珮璇和選民力量的蘇浩，衛珮璇在競選期間被指洩漏選民私隱。最終許智峯以951票擊敗取得800票的衛珮璇和96票的蘇浩，為民主黨保住議席。而阮品強卸任後，2012年1月24日於寓所看電視時突然昏迷倒地，朋友發現後送院搶救，惜終證實不治，享年69歲。與阮品強相識26年的中西區區議員鄭麗表示，阮品強在2012年1月14日仍落區協助他們的地區工作，早前她致電他交代春茗一事，對方沒有異樣，豈料突然離世。
2015年區議會選舉，許智峯以過半得票撃敗建制派所支持的香港島各界聯合會劉尉欣而連任。其後許於2016年立法會選舉中當選本區所在的港島區直選議席，成為雙料議員。
2019年區議會選舉，建制派改派香港島各界聯合會黃鐘蔚挑戰身兼立法會議員的許智峯，許智峯同樣以過半得票撃敗黃鐘蔚。
2020年11月30日，許智峯應丹麥國會議員邀請離港赴當地交流。12月2日，媒體引述消息指許的父母、妻子及兩名子女已乘飛機離港往丹麥。而許翌日在社交網站發表聲明，正式宣布要暫別香港流亡，並退出香港民主黨，尚未決定會在哪個國家停留。許在12月5日轉抵英國倫敦。許氏一直未有正式向民政事務總署請辭，當局未有交代如何處理其議席，但民政事務局約兩星期後（12月16日）表示得悉有關消息，以符合區議員薪津安排指引及確保公帑得以妥善運用為由，暫停發放許於同月3日（即許正式宣佈流亡）或之後的區議員酬金、津貼和開支償還款額。而許的區議員辦事處亦於2020年12月期間如常營運。直到2021年1月中旬，許氏於其社交網站專頁發表「致中環選區居民的信」，表示其區議員辦事處正式終止運作。2021年5月29日，政府宣布許智峯區議員議席懸空。
議席藉此一直懸空至2023年選舉改革被撤銷，與半山東、衛城、山頂、大學、上環及東華選區合併成中區選區。

## 歷屆議員
| 屆別                  | 議員     | 政治聯繫                     | 政治聯繫          | 議員                                | 政治聯繫                            | 政治聯繫                            |
| --------------------- | -------- | ---------------------------- | ----------------- | ----------------------------------- | ----------------------------------- | ----------------------------------- |
| 1982年－1985年        | 周偉強   |                              | 無黨籍            | 當時定為單議席選區                  | 當時定為單議席選區                  | 當時定為單議席選區                  |
| 1985年－1986年        | 周偉強   |                              | 港人協會          | 韋家祥                              |                                     | 太平山學會                          |
| 1986年5月23日－1988年 | 阮品強   |                              | 無黨籍 → 民 民協  | 韋家祥                              |                                     | 太平山學會                          |
| 1988年－1991年        | 阮品強   | 民 民協 → 港 港同盟／匯 匯點 |                   | 韋家祥                              |                                     | 太平山學會                          |
| 1991年－1994年        | 阮品強   |                              | 港 港同盟 匯 匯點 | 支韻韻                              |                                     | 自 自民聯 公民協會                  |
| 1994年－1999年        | 阮品強   |                              | 民主黨            | 分拆出半山東選區後， 定為單議席選區 | 分拆出半山東選區後， 定為單議席選區 | 分拆出半山東選區後， 定為單議席選區 |
| 2000年－2003年        | 阮品強   |                              | 民主黨            | 分拆出半山東選區後， 定為單議席選區 | 分拆出半山東選區後， 定為單議席選區 | 分拆出半山東選區後， 定為單議席選區 |
| 2004年－2007年        | 阮品強   |                              | 民主黨            | 分拆出半山東選區後， 定為單議席選區 | 分拆出半山東選區後， 定為單議席選區 | 分拆出半山東選區後， 定為單議席選區 |
| 2008年－2011年        | 阮品強   |                              | 民主黨            | 分拆出半山東選區後， 定為單議席選區 | 分拆出半山東選區後， 定為單議席選區 | 分拆出半山東選區後， 定為單議席選區 |
| 2012年－2015年        | 許智峯   |                              | 民主黨            | 分拆出半山東選區後， 定為單議席選區 | 分拆出半山東選區後， 定為單議席選區 | 分拆出半山東選區後， 定為單議席選區 |
| 2016年－2019年        | 許智峯   |                              | 民主黨            | 分拆出半山東選區後， 定為單議席選區 | 分拆出半山東選區後， 定為單議席選區 | 分拆出半山東選區後， 定為單議席選區 |
| 2020年－2021年5月29日 | 許智峯   | 民主黨 → 無黨籍              |                   | 分拆出半山東選區後， 定為單議席選區 | 分拆出半山東選區後， 定為單議席選區 | 分拆出半山東選區後， 定為單議席選區 |
| 2021年5月30日－2023年 | 議席懸空 | 議席懸空                     | 議席懸空          | 分拆出半山東選區後， 定為單議席選區 | 分拆出半山東選區後， 定為單議席選區 | 分拆出半山東選區後， 定為單議席選區 |

## 歷屆選舉結果
| 政党   | 政党             | 候选人    | 票数  | %     | ±      |
| ------ | ---------------- | --------- | ----- | ----- | ------ |
|        | 民主黨           | 1. 許智峯 | 1,618 | 55.09 | ▲1.40  |
|        | 香港島各界聯合會 | 2. 黃鐘蔚 | 1,319 | 44.91 | 不適用 |
| 多数票 | 多数票           | 多数票    | 299   | 10.18 | ▲2.79  |

| 政党   | 政党             | 候选人    | 票数  | %     | ±      |
| ------ | ---------------- | --------- | ----- | ----- | ------ |
|        | 民主黨           | 1. 許智峯 | 1,090 | 53.69 | ▲2.20  |
|        | 香港島各界聯合會 | 2. 劉尉欣 | 940   | 46.31 | 不適用 |
| 多数票 | 多数票           | 多数票    | 150   | 7.39  | ▼0.79  |

| 政党   | 政党             | 候选人    | 票数 | %     | ±      |
| ------ | ---------------- | --------- | ---- | ----- | ------ |
|        | 香港島各界聯合會 | 1. 衛珮璇 | 800  | 43.31 | 不適用 |
|        | 民主黨           | 2. 許智峯 | 951  | 51.49 | 不適用 |
|        | 人民力量         | 3. 蘇浩   | 96   | 5.20  | 不適用 |
| 多数票 | 多数票           | 多数票    | 151  | 8.18  | ▼15.09 |

| 政党   | 政党   | 候选人    | 票数  | %     | ±      |
| ------ | ------ | --------- | ----- | ----- | ------ |
|        | 民建聯 | 1. 李偉強 | 689   | 38.36 | ▲7.86  |
|        | 民主黨 | 2. 阮品強 | 1,107 | 61.64 | ▼7.86  |
| 多数票 | 多数票 | 多数票    | 418   | 23.27 | ▼15.72 |

| 政党   | 政党   | 候选人    | 票数  | %     | ±      |
| ------ | ------ | --------- | ----- | ----- | ------ |
|        | 民建聯 | 1. 李偉強 | 650   | 30.50 | 不適用 |
|        | 民主黨 | 2. 阮品強 | 1,481 | 69.50 | ▲1.15  |
| 多数票 | 多数票 | 多数票    | 831   | 39.00 | ▲2.30  |

| 政党   | 政党   | 候选人    | 票数  | %     | ±      |
| ------ | ------ | --------- | ----- | ----- | ------ |
|        | 民建聯 | 1. 李萬權 | 546   | 31.65 | 不適用 |
|        | 民主黨 | 2. 阮品強 | 1,179 | 68.35 | ▲3.45  |
| 多数票 | 多数票 | 多数票    | 633   | 36.70 | ▼6.90  |

| 政党   | 政党           | 候选人 | 票数  | %     | ±       |
| ------ | -------------- | ------ | ----- | ----- | ------- |
|        | 港同盟（匯點） | 阮品強 | 1,017 | 64.90 | ▲35.326 |
|        | 無黨派         | 區艷龍 | 550   | 35.10 | 不適用  |
| 多数票 | 多数票         | 多数票 | 467   | 29.80 | 不適用  |

| 政党   | 政党            | 候选人 | 票数  | %     | ±      |
| ------ | --------------- | ------ | ----- | ----- | ------ |
|        | 自民聯/公民協會 | 支韻韻 | 1,438 | 42.28 | 不適用 |
|        | 港同盟（匯點）  | 阮品強 | 1,008 | 29.64 | ▼11.82 |
|        | 港同盟（匯點）  | 鄭麗琼 | 955   | 28.08 | 不適用 |
| 多数票 | 多数票          | 多数票 | 53    | 1.56  | ▼21.07 |

| 政党   | 政党       | 候选人   | 票数  | %     | ±      |
| ------ | ---------- | -------- | ----- | ----- | ------ |
|        | 民協       | 阮品強   | 1,046 | 41.46 | 不適用 |
|        | 太平山學會 | 韋家祥   | 1,002 | 39.71 | 不適用 |
|        | 勵進會     | 謝黃小燕 | 475   | 18.83 | 不適用 |
| 多数票 | 多数票     | 多数票   | 527   | 22.63 | 不適用 |

| 政党   | 政党   | 候选人 | 票数     | %      | ±      |
| ------ | ------ | ------ | -------- | ------ | ------ |
|        | 獨立   | 阮品強 | 自動當選 | 不適用 | 不適用 |
| 多数票 | 多数票 | 多数票 | 不適用   | 不適用 | 不適用 |

| 政党   | 政党       | 候选人 | 票数     | %      | ±      |
| ------ | ---------- | ------ | -------- | ------ | ------ |
|        | 港人協會   | 周偉強 | 自動當選 | 不適用 | 不適用 |
|        | 太平山學會 | 韋家祥 | 自動當選 | 不適用 | 不適用 |
| 多数票 | 多数票     | 多数票 | 不適用   | 不適用 | 不適用 |

| 政党   | 政党     | 候选人 | 票数  | %     | ±      |
| ------ | -------- | ------ | ----- | ----- | ------ |
|        | 獨立     | 周偉強 | 1,022 | 54.48 | 不適用 |
|        | 無黨派   | 陳建磐 | 499   | 26.60 | 不適用 |
|        | 公民協會 | 周炳榮 | 355   | 18.92 | 不適用 |
| 多数票 | 多数票   | 多数票 | 523   | 27.88 | 不適用 |

## 資料來源與註釋
1. ↑   (PDF).   [2019-12-06]. （原始内容存档 (PDF)于2019-12-06）.
2. ↑   (PDF).   [2019-12-20]. （原始内容 (PDF)存档于2020-08-20）.
3. ↑  鄭寶生. . 香港01. 2020-12-03  [2021-04-24]. （原始内容存档于2021-04-24） （中文（香港））.
4. 1 2  . www.info.gov.hk. 2020-12-16  [2020-12-16]. （原始内容存档于2021-04-28）.
5. 1 2  . www.rthk.hk. 2021-05-29  [2021-07-21]. （原始内容存档于2021-07-23）.
6. ↑   (PDF). 選舉管理委員會. 2015-10-06  [2015-11-08]. （原始内容存档 (PDF)于2015-12-02）.
7. ↑   (PDF). 選舉管理委員會. 2015-10-06  [2015-11-08]. （原始内容存档 (PDF)于2015-11-22）.
8. ↑   (PDF). 2019年香港區議會選舉. 2019-11-06  [2019-11-08]. （原始内容 (PDF)存档于2020-08-20）.
9. ↑   (PDF). 選舉管理委員會. 2014-11-05  [2015-12-04]. （原始内容存档 (PDF)于2015-12-08）.
10. ↑  實際上參考1981年人口普查報告，當時中環選區的英文名稱已經是Chung Wan
11. ↑  香港選舉資料匯編：1982年-1994年，雷競璇 沈國祥編 1995年出版 ISBN 962-441-519-6 （页面存档备份，存于），第12頁
12. ↑  《香港工商日報》，1982年9月11日，頁6
13. ↑  香港選舉資料匯編：1982年-1994年，雷競璇 沈國祥編 1995年出版 ISBN 962-441-519-6 （页面存档备份，存于），第15頁
14. ↑  香港選舉資料匯編：1982年-1994年，雷競璇 沈國祥編 1995年出版 ISBN 962-441-519-6 （页面存档备份，存于），第38頁
15. ↑  香港選舉資料匯編：1982年-1994年，雷競璇 沈國祥編 1995年出版 ISBN 962-441-519-6 （页面存档备份，存于），第51頁
16. ↑  香港選舉資料匯編：1982年-1994年，雷競璇 沈國祥編 1995年出版 ISBN 962-441-519-6 （页面存档备份，存于），第79頁
17. ↑  香港選舉資料匯編：1982年-1994年，雷競璇 沈國祥編 1995年出版 ISBN 962-441-519-6 （页面存档备份，存于），第86頁。
18. ↑  香港選舉資料匯編：1982年-1994年，雷競璇 沈國祥編 1995年出版 ISBN 962-441-519-6 （页面存档备份，存于），第100頁
19. ↑  香港選舉資料匯編：1982年-1994年，雷競璇 沈國祥編 1995年出版 ISBN 962-441-519-6 （页面存档备份，存于），第134頁
20. ↑  香港選舉資料匯編：1982年-1994年，雷競璇 沈國祥編 1995年出版 ISBN 962-441-519-6 （页面存档备份，存于），第150頁
21. ↑  香港選舉資料匯編：1982年-1994年，雷競璇 沈國祥編 1995年出版 ISBN 962-441-519-6 （页面存档备份，存于），第193頁
22. ↑  香港選舉資料匯編：1982年-1994年，雷競璇 沈國祥編 1995年出版 ISBN 962-441-519-6 （页面存档备份，存于），第204頁
23. ↑  （繁體中文）. 香港區議會.   [2011-11-08]. （原始内容存档于2005-04-09）.
24. ↑  （繁體中文）. 香港區議會.   [2011-11-08]. （原始内容存档于2005-04-09）.
25. ↑  （繁體中文）. 香港區議會.   [2011-11-08]. （原始内容存档于2011-11-08）.
26. ↑  （繁體中文）. 香港區議會.   [2011-11-08]. （原始内容存档于2004-12-13）.
27. ↑  （繁體中文）. 香港區議會.   [2011-11-08].[永久]
28. ↑  （繁體中文）. 香港區議會.   [2011-11-08]. （原始内容存档于2008-05-01）.
29. ↑  （繁體中文）. 香港區議會.   [2011-11-08]. （原始内容存档于2011-05-12）.
30. ↑  （繁體中文）. 香港區議會.   [2011-11-08]. （原始内容存档于2011-01-14）.
31. ↑  （繁體中文）. 香港區議會.   [2011-11-08]. （原始内容存档于2006-04-09）.
32. ↑  （粵語）. 蘋果日報. 2003-11-18  [2011-11-08].
33. ↑  （繁體中文）. 香港區議會.   [2011-11-08]. （原始内容存档于2011-01-14）.
34. ↑  （繁體中文）. 香港區議會.   [2011-11-08]. （原始内容存档于2008-05-01）.
35. ↑  （繁體中文）. 香港區議會.   [2011-11-08]. （原始内容存档于2011-01-14）.
36. ↑  （繁體中文）. 香港區議會.   [2011-11-08]. （原始内容存档于2012-01-01）.
37. ↑  （繁體中文）. 香港區議會.   [2011-11-08]. （原始内容存档于2011-11-01）.
38. ↑  （繁體中文）. 香港區議會. 2011-10-06  [2011-11-08]. （原始内容存档于2011-10-26）.
39. ↑  （繁體中文）. 香港區議會.   [2011-11-08]. （原始内容存档于2011-10-28）.
40. ↑  （粵語）. 明報. 2011-11-03  [2011-11-08]. （原始内容存档于2011-11-08）.
41. ↑  （粵語）. 星島日報. 2011-07-06  [2011-11-08]. （原始内容存档于2011-08-14）.
42. ↑  （繁體中文） (PDF). 香港區議會.   [2011-11-08]. （原始内容存档 (PDF)于2016-08-07）.
43. ↑  （繁體中文） (PDF). 香港區議會.   [2011-11-08]. （原始内容存档 (PDF)于2011-10-27）.
44. ↑  （繁體中文） (PDF). 香港區議會.   [2011-11-08]. （原始内容 (PDF)存档于2015-06-21）.
45. ↑  （繁體中文）. 蘋果日報. 2011-11-01  [2011-11-08].
46. ↑  （繁體中文）. 香港區議會.   [2011-11-08]. （原始内容存档于2011-11-08）.
47. ↑  . 太陽報. 2012-01-26  [2012-02-16]. （原始内容存档于2012-03-03）.
48. ↑  沙半山. . 香港01. 2019-02-18  [2019-12-27]. （原始内容存档于2019-12-27）.
49. ↑  . 香港電台. 2019-11-25  [2019-12-27]. （原始内容存档于2019-12-27）.
50. ↑  . 頭條日報. 2019-11-25  [2019-12-27]. （原始内容存档于2019-12-27）.
51. ↑  . 星島日報. 2019-11-25  [2021-02-08]. （原始内容存档于2019-12-28）.
52. ↑  . 明報. 2020-12-03  [2020-12-03]. （原始内容存档于2021-01-19）.
53. ↑  . Now新聞. 2020-12-05  [2020-12-05]. （原始内容存档于2021-01-19）.
54. ↑  . 東方日報. 2020-12-16  [2020-12-22]. （原始内容存档于2021-03-10）.
55. ↑  區綽彥. . 眾新聞. 2020-12-22  [2020-12-22]. （原始内容存档于2021-04-28）.

## 外部連結
- 香港選舉資料匯編：1982年-1994年，雷競璇 沈國祥編 1995年出版 ISBN 962-441-519-6 （页面存档备份，存于）